# Matthias Gärtner (Politiker, 1984)
Matthias Gärtner (* 1984) ist ein ehemaliger deutscher Politiker. Er war bis 2012 Mitglied der rechtsextremen Partei NPD (heute Die Heimat).

## Leben
Gärtner hat Politikwissenschaften, Geschichte und Soziologie an der Universität Magdeburg studiert.

## Politische Betätigung
Während seines Studiums war Gärtner Mitglied einer Hochschulgruppe namens „Studentische Interessen“. Diese forderte, das Schwulen- und Lesbenreferat abzuschaffen und hetzte gegen ausländische Studenten.
Gärtner war Mitglied, Bundesschulungsleiter und stellvertretender Bundesvorsitzender der Jungen Nationaldemokraten (heute Junge Nationalisten), der Jugendorganisation der NPD. Auch war er beteiligt am „Nationalen Bildungskreis“ der JN. Außerdem war er stellvertretender Landesvorsitzender der NPD Sachsen-Anhalt. Gärtner wurde im Jahr 2009 fraktionsloser Stadtrat in Magdeburg.
Im Jahr 2011 kandidierte Gärtner auf dem zweiten Listenplatz der NPD für den Landtag Sachsen-Anhalt.
Gärtner trat 2012 aus der NPD aus.

## Erwähnungen in behördlichen Veröffentlichungen
Gärtners Positionen wurden vom zuständigen Referatsleiter des Innenministeriums Sachsen-Anhalt in einer Veröffentlichung des Innenministeriums als neonazistisch bezeichnet. Auch in Lehrmaterial des Kultus- und des Innenministeriums Sachsen-Anhalt zum Thema Rechtsextremismus wurde Gärtner genannt und zitiert. Eine Veröffentlichung zur NPD, herausgegeben vom Innenministerium Sachsen-Anhalt in Zusammenarbeit mit den Ländern Berlin, Bremen, Rheinland-Pfalz und Schleswig-Holstein, zitierte ebenfalls mehrere Aussagen Gärtners, darunter auch eine gewaltverherrlichende. Im sächsischen Verfassungsschutzbericht des Jahres 2015 wurde die Veröffentlichung „Die organisierte Volksfront. Die JN im Kampf um den vorpolitischen Raum“ von Gärtner und Michael Schäfer erwähnt.